# Operacja Pacyfik

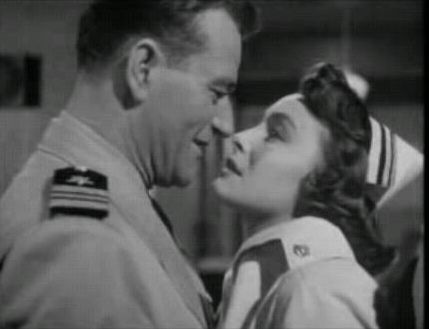
Odtwórcy głównych ról – John Wayne (komdr Gifford) i Patricia Neal (Mary) w jednej ze scen filmu.

Operacja Pacyfik (org. Operation Pacific) – amerykański film wojenny z 1951 roku w reż. George Waggnera.

## Fabuła
II wojna światowa na Pacyfiku. Załoga amerykańskiego okrętu podwodnego USS „Thunderfish” pod dowództwem kapitana Perry’ego wykonuje patrole bojowe na Pacyfiku. Są to różnego rodzaju misje – podwodniacy atakują japońskie okręty, uczestniczą w ewakuacji sierocińca z jednej z zagrożonych przez japoński najazd wysp. Podczas jednego z patroli, w momencie ataku na japoński statek handlowy, który okazuje się być dobrze uzbrojonym okrętem-pułapką, bohatersko ginie kapitan Perry. Jego miejsce zajmuje dotychczasowy jego zastępca kmdr Gifford, pod którego dowództwem okręt bierze m.in. udział w bitwie w zatoce Leyte i jako pierwszy wykrywa oraz atakuje japoński zespół uderzeniowy zmierzający ku wyspom.
W wojenny kontekst filmu wpleciony jest osobisty wątek dotyczący komdr. Gifforda – jego namiętne uczucie do Mary, jednej z wojskowych pielęgniarek w bazie okrętu w Pearl Harbor.

## Obsada
- John Wayne – kmdr por. Gifford
- Patricia Neal – Mary
- Ward Bond – kmdr Perry
- Scott Forbes – por. Larry
- Philip Carey – por. Bob Perry
- Paul Picerni – Jonesy
- William Campbell – członek załogi
- Kathryn Givney – pielęgniarka (przełożona Mary)
- Martin Milner – chor. Caldwell
- Cliff Clark – admirał, zwierzchnik Gifforda
- Jack Pennick – bosman
- Virginia Brissac – siostra Anna

## O filmie
Głównym konsultantem filmu był adm. Charles A. Lockwood, podczas wojny dowódca amerykańskich sił podwodnych na Pacyfiku.
Film ukazuje wiele autentycznych zdarzeń do których należą m.in. bohaterska śmierć dowódcy okrętu kpt. Perry’ego, której pierwowzorem był wyczyn dowódcy okrętu podwodnego USS "Growler" – kapitana Howarda W. Gilmore'a, który w lutym 1943 roku podczas przypadkowego spotkania z japońskim patrolowcem, ranny na pokładzie swojej jednostki wydał rozkaz zanurzenia, ratując okręt i załogę, a samemu poświęcając życie.
Problemy z wadliwie funkcjonującymi amerykańskimi torpedami ukazane w filmie miały miejsce w rzeczywistości w pierwszej połowie wojny.
Podczas bitwy w zatoce Leyte pierwszymi które dostrzegły i zaatakowały japoński zespół adm. Kurity były faktycznie amerykańskie okręty podwodne (USS „Darter” i USS „Dace”).